# Aachener Straße (Trier)
Die Aachener Straße ist eine Straße in Trier im Stadtteil West. Die Straße führt vom Ortsrand von Pallien am Martinerfeld bis zur Römerbrücke. Die Straße ist nach der Stadt Aachen benannt. In der Straße stehen mehrere historistische Gebäude aus dem 19. Jahrhundert.  Sie ist einer der Hauptgeschäftsstraßen des Stadtteils.